# Dioclétien
Dioclétien, de son nom complet Caius Aurelius Valerius Diocletianus Augustus (né vers le 22 décembre 244 en Dalmatie – mort le 3 décembre 311/312,), est un empereur romain qui régna du 20 novembre 284 au 1er mai 305.
Né dans une famille modeste de Dalmatie, Dioclétien gravit les échelons de l'armée pour devenir commandant de la cavalerie de l'empereur Carus. Après la mort de Carus et de son fils Numérien durant la campagne en Perse, il est proclamé empereur. Le titre est également revendiqué par Carin, le fils survivant de Carus, mais Dioclétien le bat à la bataille du Margus.
Avec son accession au pouvoir, Dioclétien met fin à la crise du troisième siècle. Il nomme co-empereur (d'abord César puis Auguste) son collègue Maximien Hercule en 286. Chaque Auguste se choisit un nouveau César, chargé de le seconder dans sa partie d’empire et destiné à succéder à l'Auguste qu'il assistait dans un premier temps. Le 1er mars 293, les deux généraux choisis furent Galère, par Dioclétien, et Constance Chlore, par Maximien. En vertu de cette « Tétrarchie », chaque empereur règne sur un quart de l'Empire.
Dioclétien consolide les frontières de l'Empire et combat toutes les menaces pour son pouvoir. Il bat les Sarmates et les Carpes lors de plusieurs campagnes entre 285 et 299, les Alamans en 288 et des usurpateurs en Égypte entre 297 et 298. Galère, aidé par Dioclétien, fait campagne avec succès contre les Sassanides, ennemi traditionnel de l'Empire. En 299, il met à sac leur capitale, Ctésiphon. Il mène ensuite les négociations et réalise une paix durable et favorable. Dioclétien sépare et élargit les services civils et militaires de l'Empire, et réorganise le découpage administratif de l'Empire, instaurant le gouvernement le plus important et le plus bureaucratique de l'histoire de l'Empire. Il crée de nouveaux centres administratifs à Nicomédie, Mediolanum, Antioche et Trèves, plus proches des frontières de l'Empire que la capitale traditionnelle Rome. S'appuyant sur les tendances du IIIe siècle vers l'absolutisme, il se nomme lui-même autocrate, s'élevant au-dessus des masses de l'Empire et imposant un cérémonial de cour et une architecture officielle. La croissance de l'appareil bureaucratique et militaire, les campagnes constantes et les projets de construction augmentent les dépenses de l'État et nécessitent une réforme fiscale globale. Vers 297, la fiscalité impériale est normalisée, rendue plus équitable, mais à un taux généralement plus élevé.
Toutes les réformes de Dioclétien ne sont pas des succès ; ainsi l'édit du Maximum (301) (réforme monétaire), ses tentatives de freiner l'inflation via un contrôle des prix, ont été contre-productifs et rapidement abandonnés. Bien qu'efficace, le système tétrarchique s'effondre après son abdication à cause des revendications concurrentes de Maxence et de Constantin, fils respectifs de Maximien et de Constance. La persécution de Dioclétien (303-311), la dernière et la plus sanglante persécution officielle des chrétiens, ne vient pas à bout de la communauté chrétienne de l'Empire.
En dépit de ses échecs, les réformes de Dioclétien ont fondamentalement changé la structure du gouvernement impérial romain et contribuent à stabiliser l'Empire économiquement et militairement, ce qui permet à l'Empire de perdurer encore deux siècles, alors qu'il était au bord de l'effondrement durant la jeunesse de Dioclétien. Affaibli par la maladie, Dioclétien quitte le pouvoir le 1er mai 305, devenant ainsi le seul empereur romain à abdiquer volontairement. Il se retire dans son palais sur la côte dalmate. Son palais deviendra le cœur de la ville moderne de Split.

## Sources
Plusieurs chroniques et sources écrites permettent de constituer le parcours de Dioclétien et de la tétrarchie. La qualité de ces sources varie selon le contexte d'écriture et des positions des auteurs,,.
Les sources primaires sont peu nombreuses : l'Histoire ecclésiastique d'Eusèbe de Césarée, l'Histoire de Lactance ainsi que le panégyrique consacré. Bien qu'elles soient détaillées, elles sont partiales, le panégyrique étant un document officiel et les écrivains chrétiens jugent négativement Dioclétien du fait de ses persécutions. Le témoignage d'Eusèbe, populaire dès l'antiquité (Lactance n'est redécouvert que vers le XVIIe siècle) forgea la vision dépréciative de Dioclétien,,.
Les sources secondaires sont plus nombreuses mais les informations sont bien plus limitées. L'image de Dioclétien fut déformée par les païens et chrétiens dès Julien, cela se ressent sur les abréviateurs : l'Epitome de Caesaribus, le Chronicon Paschale, l'Histoire auguste, Eutrope, Zonaras, Festus, Aurelius Victor et le Chronographe de 354,,. Zosime, païen engagé qui se base sur Eunape, devait aussi en parler mais toute la partie consacrée au règne de Dioclétien est lacunaire ; il est assez probable que la mutilation fut volontairement accomplie par un lettré chrétien.
En dehors des historiens, les sources concernent les documents administratifs comme le Code de Justinien et la Liste de Vérone. En revanche, l'épigraphie est moins importante qu'au haut-empire,,.

## Noms successifs

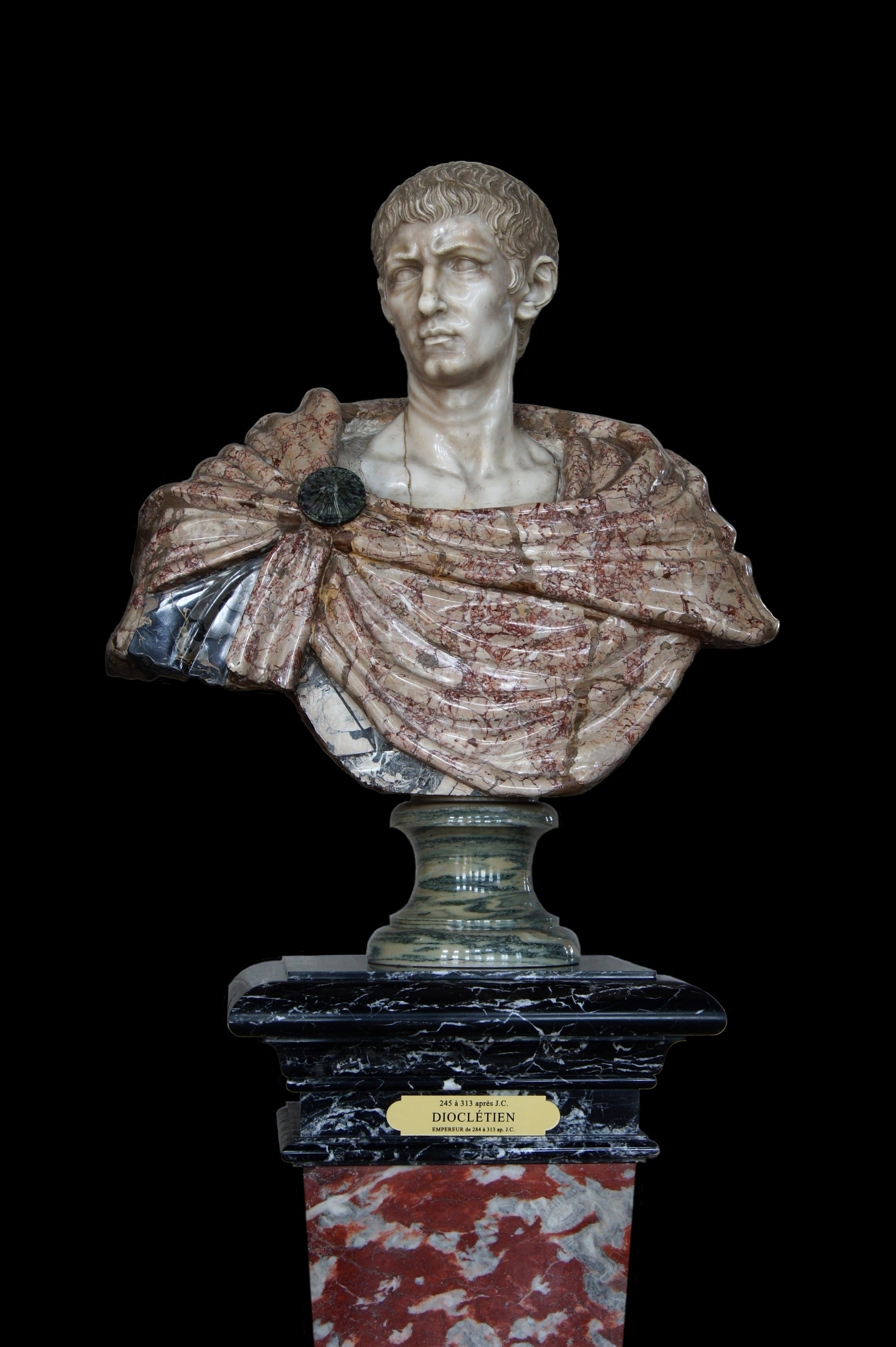
Dioclétien. Buste florentin en marbre du XVIIe siècle, château de Vaux-le-Vicomte.

- 244 : il naît sous le nom de Dioclès.
- av. 284: Caius Valerius Diocles[8]
- 20 Novembre 284 : accède à l'Empire : Imperator Caesar Caius Aurelius Valerius Diocletianus Pius Felix Invictus Augustus.
- 285 : reçoit les surnoms Germanicus Maximus Sarmaticus Maximus.
- 286 : prend le surnom de Jovius : Imperator Caesar Caius Aurelius Valerius Diocletianus Pius Felix Invictus Augustus Germanicus Maximus Sarmaticus Maximus Jovius.
- 295 : reçoit le surnom de Persicus Maximus.
- 297 : reçoit les surnoms Britannicus Maximus Carpicus Maximus.
- 298 : reçoit les surnoms Armenicus Maximus Medicus Maximus Adiabenicus Maximus.
- 311 : titulature à sa mort : Imperator Caesar Caius Aurelius Valerius Diocletianus Pius Felix Invictus Augustus Germanicus Maximus VII Sarmaticus Maximus IV Persicus Maximus II Britannicus Maximus Carpicus Maximus Armenicus Maximus Medicus Maximus Adiabenicus Maximus, Pontifex Maximus, Jovius, Tribuniciae Potestatis XXII, Consul X, Imperator XXI, Pater Patriae.

## Origines familiales

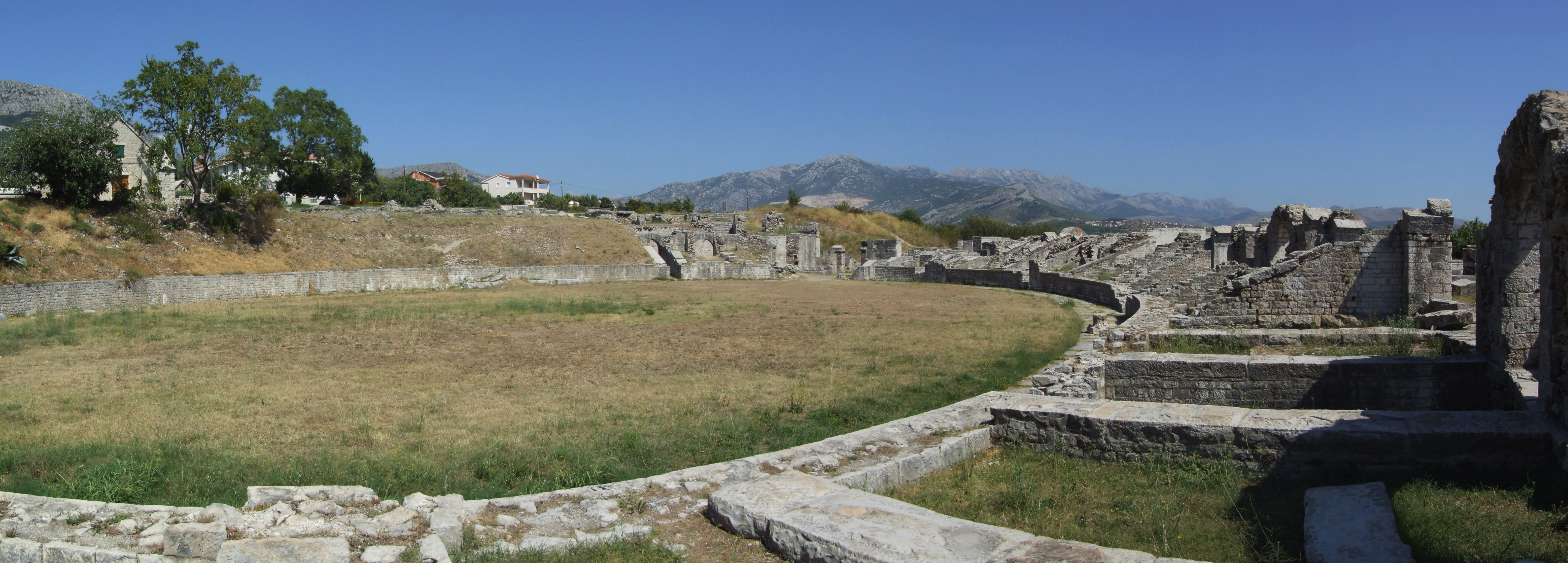
Panorama de l'amphithéâtre de Salona.

Dioclétien nait probablement près de Salona en Dalmatie vers 244. Selon l'historien Timothy Barnes, son jour de naissance est le 22 décembre, mais d'autres historiens sont moins catégoriques,,.
Il reçoit le nom de Dioclès, ou peut-être de Dioclès Valerius,.
Les parents de Dioclès sont de condition modeste. Certains auteurs anciens critiques à son encontre indiquent que son père était un scribe ou un affranchi du sénateur Anullinus, certains même que Dioclès lui-même était
un affranchi.

## Avant la prise du pouvoir
Les quarante premières années de sa vie sont pour la plupart obscures,,,. Le chroniqueur byzantin Jean Zonaras raconte qu'il a été dux en Mésie,,, commandant des forces sur le Danube inférieur,. L'Histoire Auguste, peu fiable, déclare qu'il a servi en Gaule, mais cette affirmation n'est pas confirmée par d'autres sources et est ignorée par les historiens modernes de la période.

## Conquête du pouvoir

### Mort de Numérien
La mort de l'empereur Carus laisse ses fils impopulaires Numérien et Carin comme nouveaux Augustes. Carin part rapidement pour Rome à travers la Gaule et y arrive en janvier 284. Numérien s'attarde dans l'est. Le retrait de Perse est ordonné et les Romains la quittent sans opposition. Le roi sassanide Bahram II ne peut pas s'opposer à eux, ayant encore du mal à établir son autorité. En mars 284, Numérien atteint seulement Émèse (Homs) en Syrie et en novembre l'Asie Mineure,. À Émèse, il semble apparemment toujours en vie et en bonne santé, et il y publie le seul rescrit à son nom,,,, mais après son départ de la ville, son personnel, y compris le préfet du prétoire Arrius Aper, signale qu'il souffre d'une inflammation des yeux. À partir de cet instant, il voyage en voiture fermée. Quand l'armée atteint la Bithynie certains soldats sentent une odeur émanant de la voiture et, ouvrant les rideaux, ils découvrent Numérien mort,,,.

### Dioclétien empereur
Le préfet du prétoire Arrius Aper annonce officiellement la nouvelle à Nicomédie (Izmit) en novembre et les généraux et tribuns de Numérien convoquent un conseil qui choisit Dioclès comme successeur,, en dépit des tentatives d'Aper d'obtenir un soutien. Le 20 novembre 284, l'armée de l'est, rassemblée sur une colline à 5 km de Nicomédie, salue à l'unanimité leur nouvel empereur Dioclès. Celui-ci accepte les ornements et la pourpre impériale. Il lève son épée à la lumière du soleil et jure qu’il n'est pour rien dans la mort de Numérien. Il accuse Aper d'avoir tué Numérien puis de l'avoir dissimulé,,. Devant l'armée, Dioclès tire alors son épée et tue Aper,,,. Selon l'Histoire Auguste, il aurait cité Virgile en faisant cela.
Peu de temps après la mort d'Aper, Dioclès change son nom en Diocletianus (nom complet Caius Aurelius Valerius Diocletianus,,,,) qui sonne plus latin.

### Conflit avec Carin

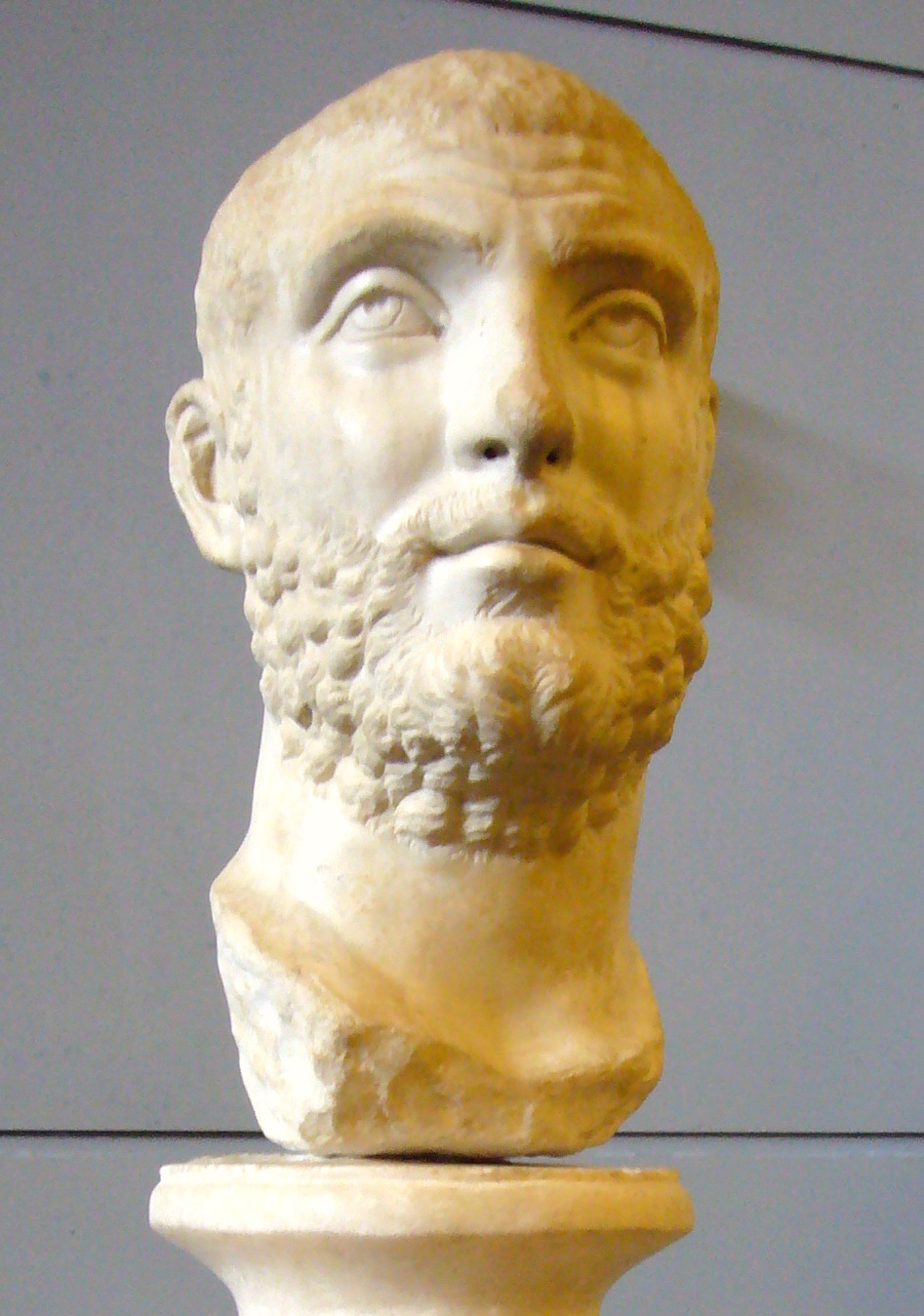
Tête de Carin.

Après son accession à l'Empire, Dioclétien et Lucius Bassus Caesonius sont nommés consuls,,,. Ils assument les fasces à la place de Carin et de Numérien.
Bassus est un membre d'une famille sénatoriale campanienne, un ancien consul et proconsul d'Afrique. Il avait été choisi par Probus pour ses capacités. C'est un homme habile dans les arcanes du pouvoir, contrairement à Dioclétien qui n'a vraisemblablement que peu d'expérience dans ce domaine. La nomination de Bassus comme consul par Dioclétien symbolise son rejet du gouvernement de Carin à Rome, son refus d'accepter un statut de second rang face à un autre empereur et sa volonté de poursuivre la collaboration de longue date entre l'aristocratie sénatoriale et militaire de l'Empire. Il lie ainsi son succès à celui du Sénat, dont le soutien lui est nécessaire pour la conquête de Rome.
Dioclétien n'est pas le seul rival de Carin, l'usurpateur Marcus Aurelius Julianus, correcteur de la Vénétie, a pris le contrôle du nord de l'Italie et de la Pannonie après l'accession de Dioclétien,,,,. Julianus frappe monnaie à Siscia (Sisak, Croatie) se déclarant empereur et promettant la liberté. Cela aide Dioclétien à dépeindre Carin comme un tyran cruel et oppressif,. Les forces de Julianus sont cependant faibles et sont rapidement dispersées quand l'armée de Carin quitte la Grande-Bretagne pour l'Italie du nord.
En tant que maître de tout l'est de l'empire, Dioclétien est clairement la plus grande menace,,. Durant l'hiver 284-85, Dioclétien avance vers l'ouest à travers les Balkans. Au printemps, juste avant la fin du mois de mai,, il rencontre les armées de Carin près de la rivière Margus (Morava) en Mésie. On situe ce site entre les Mons Aureus (Seone, à l'ouest de Smederevo) et Viminacium près de l'actuelle Belgrade,,.
Bien qu'ayant l'armée la plus puissante, Carin est en position de faiblesse. Son règne est impopulaire. On l'a ensuite accusé d'avoir malmené le Sénat et séduit les femmes de ses officiers,. Il est possible que Flavius Constantius, le gouverneur de la Dalmatie et futur associé de Dioclétien, ait déjà fait allégeance à Dioclétien au début du printemps,. Au début de la bataille du Margus le préfet de Carin, Aristobule fait également défection. Au cours de la bataille, Carin est tué par ses propres hommes. Après la victoire de Dioclétien, les armées de l'ouest et de l'est l'acclament comme Auguste,,,. Dioclétien exige un serment d'allégeance de l'armée vaincue et part pour l'Italie du sud,.

## De la dyarchie à la tétrarchie
Dioclétien n'est, en 284, que le dernier d'une longue série d'usurpateurs. Les auteurs anciens Lactance et Eutrope en font un esprit habile, doué d'une intelligence aiguë et d'une grande capacité de calcul. Il gouverne seul jusqu'en 285 mais sa légitimité reste précaire jusqu'à l'élimination de Carin (il est victorieux « par défaut ») et sa reconnaissance par le Sénat.
Il met en place un régime politique décentralisé qui procède lentement et au gré des circonstances, comme aux temps de Pupien et Balbin (238), de Valérien et Gallien (253-260), de Carus et Carin (282-283). Il est amené à diviser le pouvoir entre les parties orientale et occidentale de l'Empire. Il fait alors appel à un officier de Pannonie, Maximien et le promeut à la dignité de César en 285 puis à celle d'Auguste en 286, lui confiant l'Occident et conservant pour lui-même l'Orient.
Huit ans plus tard, en 293, sentant que l'accent devait être mis sur les problèmes civils et militaires, et afin d'assurer la défense et l'administration de l'Empire, il renforce la division du pouvoir en nommant deux « empereurs auxiliaires ». Ces deux collaborateurs supplémentaires, généraux sortis du rang, sont promus à la dignité de César et placés en dessous de chaque empereur principal. Ces derniers se réservent le titre d'Augustes. Dioclétien s'associe avec son gendre Galère et attache à Maximien son préfet du prétoire Constance Chlore.

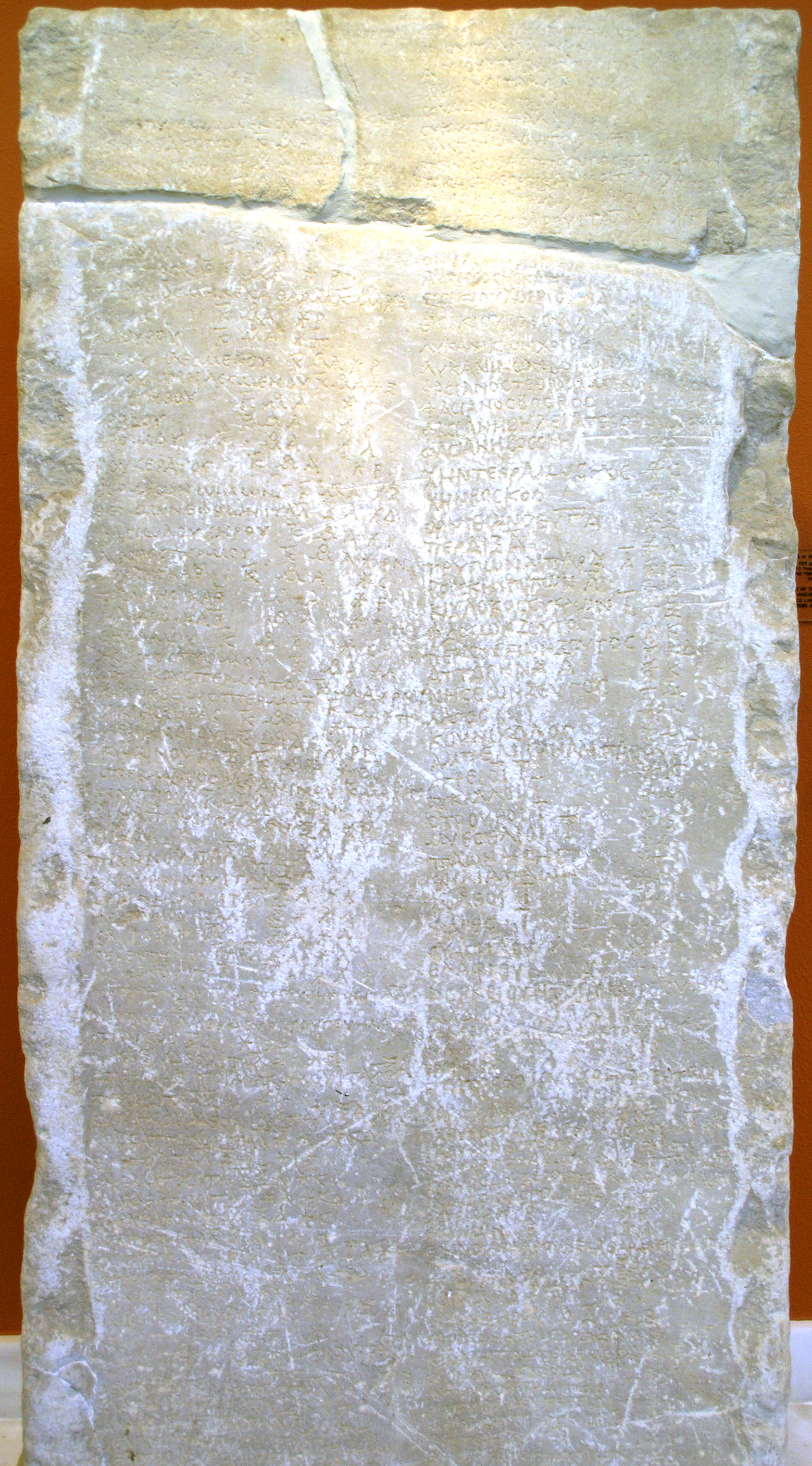
Fragment de l'édit dit « du Maximum » pris par Dioclétien : copie trouvée à Aigeira, datée de 301 (Musée épigraphique d'Athènes).

L'Empire est devenu une tétrarchie (ou « gouvernement des quatre »). Aux deux Augustes et à leurs Césars est dévolue une partie du territoire de l'Empire : il ne faut cependant pas parler de division mais de répartition, l'Empire demeurant indivis. Chaque tétrarque dispose d'une résidence principale et d'un théâtre d'opérations :
- Dioclétien, depuis Nicomédie, suit les affaires d'Asie et d'Égypte ;
- Maximien, à Milan, a la responsabilité de l'Italie, de l'Afrique et de l'Hispanie ;
- Galère, à Sirmium, est responsable de l'Illyrie et des régions du Danube ;
- Constance Chlore, à Trèves (Allemagne), est chargé de la Bretagne et de la Gaule.

Rome perd de son importance mais elle reste la capitale théorique de l'Empire et le siège du Sénat. Dioclétien n'a honoré Rome de sa présence qu'à deux reprises : dans les mois qui ont suivi sa victoire sur Carin en 285 et lors des vicennalia de 303.

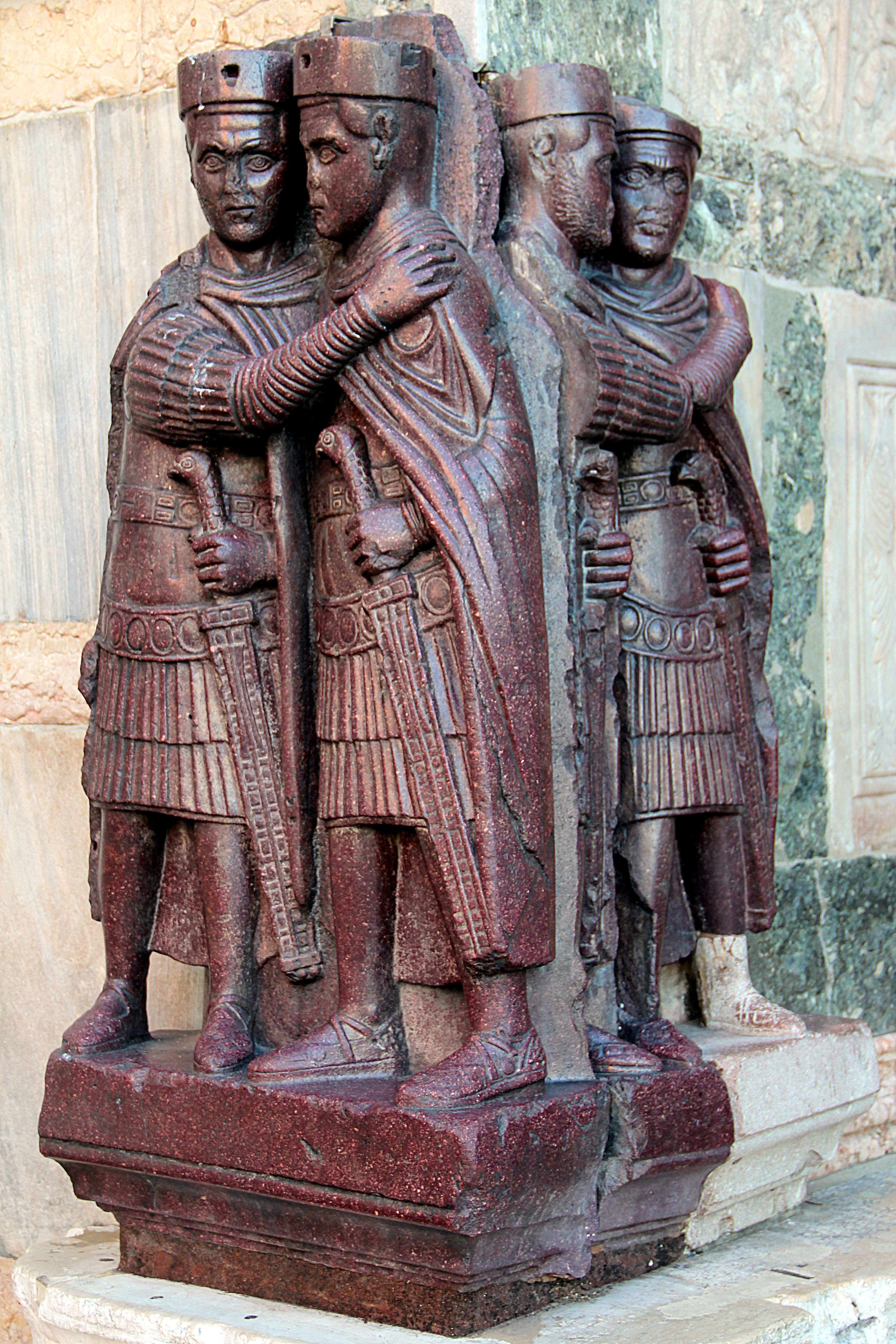
Tétrarques de la basilique Saint-Marc de Venise.

Les responsables de l'Empire doivent être dans la force de l'âge pour être capables de faire face aux problèmes et gouverner l'Empire. Dioclétien fixe à vingt ans la durée de règne des Augustes qui, lors des fêtes des vicennalia, devront transmettre les pouvoirs à leurs Césars après avoir procédé à la nomination de deux nouveaux Césars choisis en fonction de leur valeur et non de leur parenté avec les Augustes (sortants ou entrants) : ainsi semble réglé le problème de la succession selon une conception remontant aux Antonins (le choix du meilleur) très populaire à Rome. Chaque décret est signé conjointement par les quatre souverains mais les décisions prises par les Augustes, la plus haute dignité, et par Dioclétien qui conserve la suprématie, prévalent. La volonté d'unité est symbolisée par le groupe des tétrarques de Venise : ils sont associés deux à deux et se donnent l'accolade, symbolisant la nouvelle concorde impériale ; ils sont habillés et armés à l'identique (ce qui démontre l'importance de l'élément militaire), ne se distinguant que par le port de la barbe, réservé aux Augustes.
Une hiérarchie à base religieuse est néanmoins imposée :
- Dioclétien conserve la prééminence : il est appelé jupitérien alors que Maximien est dénommé herculéen (Hercule est le fils de Jupiter) ; c'est le moyen d'exclure de la communauté impériale ceux qui n'ont pas reçu l'investiture divine et de condamner par avance toutes les tentatives d'usurpation ;
- chaque César est subordonné à un Auguste : il ne bénéficie ni des salutations impériales ni du grand pontificat.

Les bas-reliefs de l'Arc de Galère à Thessalonique figurent le fonctionnement virtuel de l'action gouvernementale, c'est-à-dire un partage des rôles entre les Augustes trônant et les Césars volant au secours des provinces.

## La restauration de l'Empire

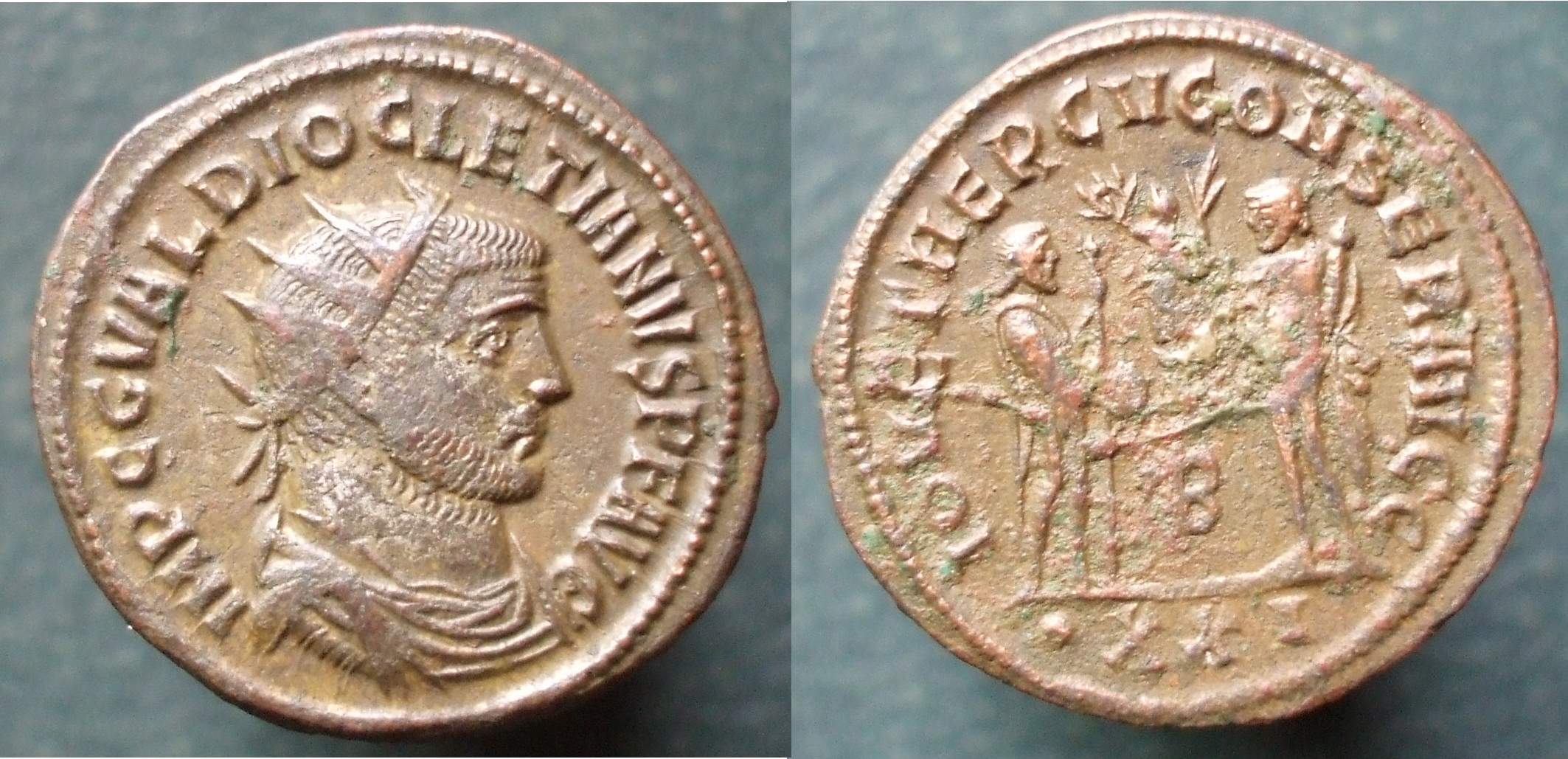
Antoninien de Dioclétien au revers, Jupiter et Hercule, protecteurs des augustes jovien (Dioclétien) et herculéen (Maximien Hercule).

### La défense de l'Empire et les réformes militaires
La situation militaire héritée par Dioclétien et ses collègues a les mêmes faiblesses qu'à la mort d'Aurélien en 275. Les tétrarques s'emploient activement à restaurer l'autorité de Rome,.
Les usurpateurs sont éliminés les uns après les autres : en Occident, Carausius (293) puis Allectus (296) ; en Égypte, Domitius Domitianus et Aurelius Achilleus (298).
Les frontières sont pacifiées et, après dix années de lutte, les frontières du IIe siècle sont rétablies à l'exception des Champs Décumates et de la Dacie : les barbares sont refoulés au-delà du secteur Rhin-Danube et les Perses au-delà de l'Euphrate (une paix est conclue en 298 avec le roi Narseh qui dure jusqu'en 337 et qui permet à l'Empire d'acquérir les provinces Transtigritanes)[réf. nécessaire].
L'action militaire de Dioclétien s'inspire d'un constat, les échecs répétés subis par l'armée romaine au cours du IIIe siècle, et de deux principes, la qualité doit suppléer la quantité et la pierre remplacer les hommes[réf. nécessaire].
Parallèlement à la réforme de l'organisation provinciale, les légions sont fragmentées : les plus anciennes conservent leurs unités tandis que les autres sont réduites à 1 000 hommes. Le supplément d'effectifs pose la question du recrutement. Dioclétien utilise toujours les moyens traditionnels (volontariat, engagement de marginaux et de barbares) mais modifie le mode de conscription, étendu aux soldats de la frontière, qui ont l'obligation de faire entrer un fils dans l'armée, et aux populations rurales à qui la fourniture de recrues est imposée comme une obligation fiscale[réf. nécessaire].
Les effectifs de l'armée sont augmentés et atteignent 390 000 hommes par l'incorporation de nombreux effectifs de barbares fédérés.
Dioclétien consacre parallèlement beaucoup d'efforts et d'argent au renforcement du limes. Lactance lui reproche une « passion de bâtir jamais satisfaite ». Tous les fronts sont garnis de forts et de castella, et le limes est renforcé par des routes stratégiques. La construction de remparts dans les principales villes est généralisée. Sur le Danube, des avant-postes sont poussés sur la rive barbare et en Afrique, le désert sert de glacis parcouru par des patrouilles de barbares auxiliaires au service de Rome[réf. nécessaire].

### Une nouvelle administration territoriale
En 303, Dioclétien procède à une refonte totale des provinces complétée par ses successeurs :
- les provinces sont morcelées en unités plus petites (elles passent de 47 à 85), l'Italie perd les privilèges qui étaient les siens depuis l'instauration du principat et est alignée sur le modèle administratif des autres parties du monde romain. Provincialisée (à l'exception du district proche de Rome), elle ne se distingue des autres que par la dénomination de regio qui continue de lui être attribuée. L'Égypte perd son statut particulier de propriété personnelle de l'empereur ;
- les nouvelles provinces sont regroupées, à l'instar des légions, en douze diocèses gérés par des vicaires, intermédiaires entre les gouverneurs et les préfets du prétoire. Ceux-ci sont systématiquement recrutés dans l'ordre équestre et dépendant uniquement de l'empereur[69].

Parallèlement, des changements sont opérés dans le personnel administratif :
- les gouverneurs sont tous des préfets équestres à l'exception de ceux d'Asie et d'Afrique qui restent proconsuls ;
- la préfecture du prétoire devient une fonction purement administrative ;
- la multiplication des bureaux entraîne un accroissement de leurs effectifs : ils sont organisés militairement comme le personnel de l'administration centrale.

Cette mesure vise à tout à la fois multiplier le nombre de fonctionnaires attachés aux bureaux des gouverneurs et à rapprocher l'administration des habitants de l'Empire.

### Un nouveau régime fiscal
Dioclétien manifeste un réel intérêt pour les questions économiques et particulièrement pour les finances. Dès 294, il réforme le système monétaire fondé sur l'or (aureus), l'argent (argenteus) qui remplace définitivement l'antonianus, et des émissions de bronze de qualité.
Un nouveau régime fiscal est décidé pour l'ensemble de l'Empire (il est attesté en Égypte dès 297) avec la création d'un nouvel impôt payable par tête et un autre sur les terres cultivées payable en nature : il doit être révisé tous les cinq ans (puis tous les quinze ans sous Constantin). L'impôt foncier est ainsi généralisé à tout l'Empire.
Un Édit du Maximum, institué en 301, tente d'enrayer la hausse des prix et des salaires, prévoyant la peine de mort pour les contrevenants, mais il semble avoir eu peu d'effets. 

## Un pouvoir de plus en plus monarchique et sacré

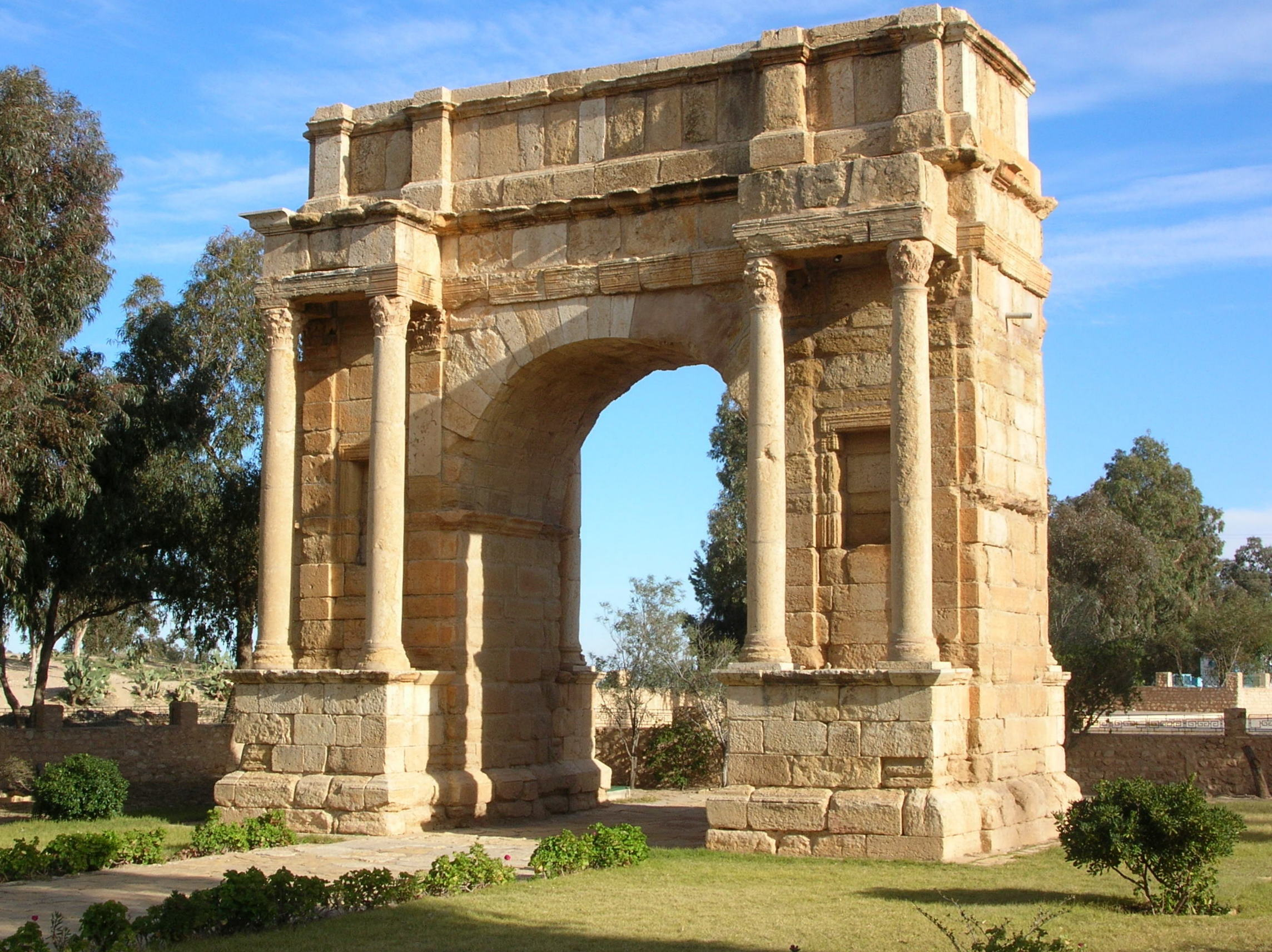
Arc de Dioclétien, Sbeïtla, Tunisie.

Les témoignages littéraires sont très attentifs à l'apparition de rites qui sacralisent l'empereur et la fonction impériale : ils les rattachent expressément aux réformes de Dioclétien. Les empereurs continuent à porter les titres impériaux traditionnels et à revêtir chaque année la puissance tribunitienne et le grand pontificat mais ce sont là des vestiges du passé : d'autres titres plus ouvertement monarchiques apparaissent[réf. nécessaire] :
- l'empereur est de plus en plus fréquemment appelé dominus (seigneur) ;
- le qualificatif sacré se répand de plus en plus et concerne aussi bien la personne de l'empereur que la cour ou le conseil impérial : la sacralisation du pouvoir concerne davantage la fonction impériale que la personne qui l'exerce (après son abdication, Dioclétien redevient un simple particulier) ;
- Dioclétien ajoute au diadème d'Aurélien le manteau brodé de pierreries, remplace le siège curule des magistrats par un trône richement orné, est séparé du public par un rideau avant toute audience et impose, à partir de 291, le rite de l'adoration (baiser du bas du manteau impérial et génuflexion). Ammien Marcellin remarque que Dioclétien est le premier à agir ainsi : auparavant, les empereurs se faisaient saluer à la manière des gouverneurs de provinces.

Dioclétien est revenu à la tradition du Haut-Empire et s'est placé sous le patron du plus grand dieu de Rome, Jupiter Capitolin.

## Persécutions contre les chrétiens (303-311)
La persécution contre les chrétiens redémarre à partir de 303. Il semble que Galère, craignant la vengeance des dieux tutélaires, ait encouragé Dioclétien à sévir pour assurer l'unité de l'Empire. Les chrétiens ne sont pas les seuls visés : en 297, en liaison avec la guerre contre la Perse, l'État romain se retourne aussi contre les manichéens.
Quatre édits universels sont promulgués en 303-304 et affichés dans toutes les villes d'Orient. Ils entendent désorganiser complètement les communautés chrétiennes en rendant le culte impossible :
- les églises et les livres sacrés doivent être brûlés ;
- les évêques sont emprisonnés et les chrétiens qui occupent des fonctions officielles sont radiés, les esclaves ne peuvent plus être affranchis ;
- les repentis doivent être libérés ;
- la peine de mort est appliquée contre tous ceux qui refusent les sacrifices.

Eusèbe en est le témoin direct à Césarée. Les crieurs publics convoquent tous les habitants (hommes, femmes et enfants) pour les y contraindre : il est difficile de s'y soustraire puisque l'appel est nominatif[réf. nécessaire].
La persécution est cette fois systématique et repose davantage sur l'administration locale, renforcée depuis les réformes de la tétrarchie. Elle dure jusqu'en 311 en Orient lorsque l'édit de Sardique promulgué par Galère suspend les édits de 303-304 mais elle est mise en sommeil très tôt en Occident : Constance Chlore qui gouverne en Gaule met si peu d'ardeur à y appliquer les édits qu'on n'y connaît aucun martyr[réf. nécessaire].
Les auteurs antiques parlent de milliers de victimes, surtout dans la partie orientale de l'Empire (ce qui révèle que la part des chrétiens dans la population de l'Empire s'était considérablement accrue)[réf. nécessaire].

## Abdication de Dioclétien

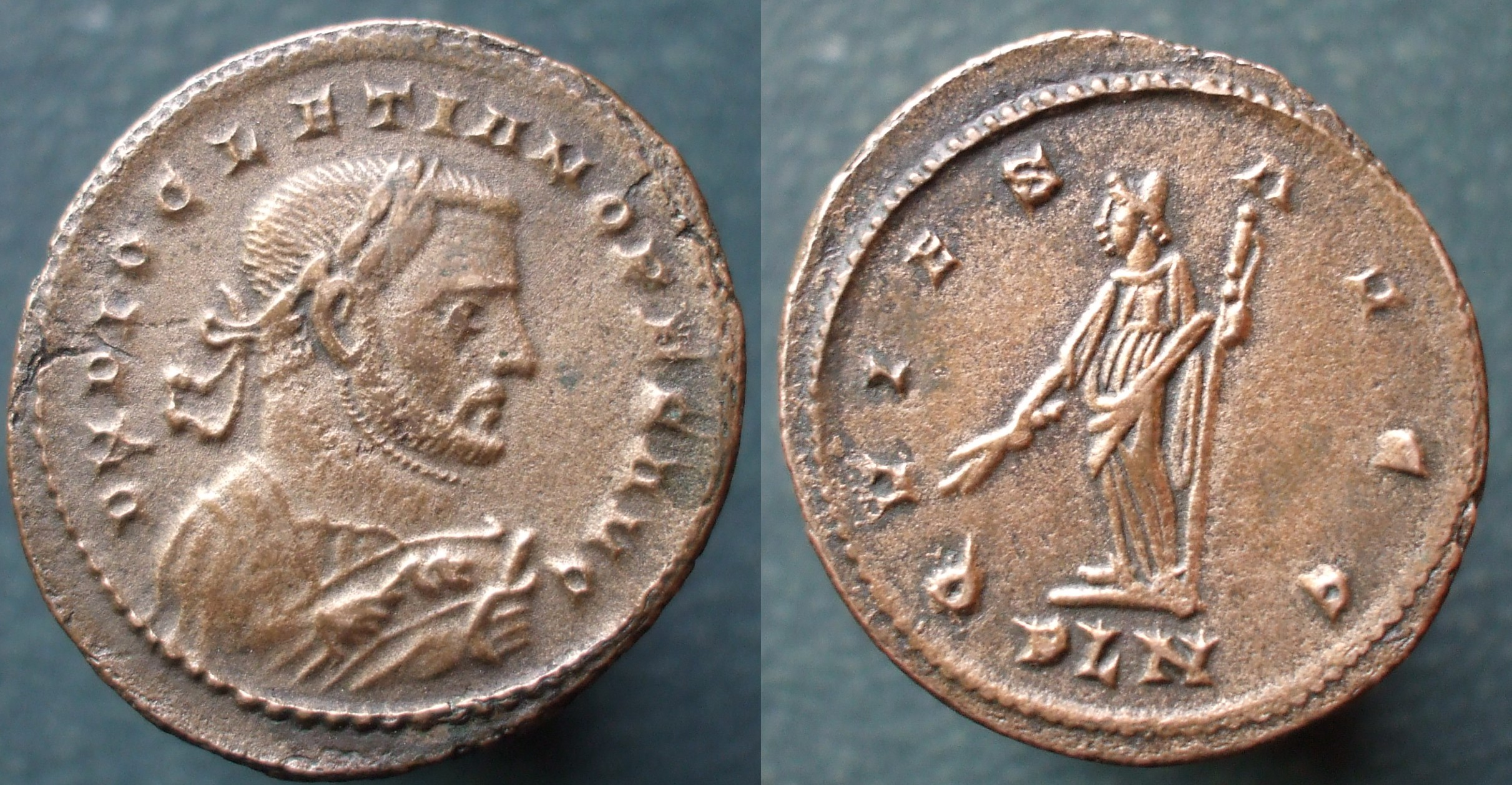
Follis de Dioclétien, en toge consulaire et désigné comme DN (Dominus Nostrum), frappé à Londres au revers : Quies, le repos, après la retraite de Dioclétien à Spalato.

Pendant vingt ans, l'Empire a vécu dans une relative stabilité politique tandis que les menaces extérieures ont été fortement diminuées durant la dernière décennie tant sur la frontière rhéno-danubienne que sur le front parthe. Les contemporains ont été surpris par la décision prise par Dioclétien en 305 de quitter volontairement le pouvoir afin de le laisser à ses successeurs déjà intronisés : l'engagement, pris solennellement en 303 lors des vicennalia, prend effet le 1er mai 305[réf. nécessaire].
Dioclétien et Maximien abdiquent en faveur de leurs Césars en 305. Dioclétien passe ses dernières années dans un immense et somptueux palais, au bord de la mer Adriatique près de Salone, capitale de la Dalmatie. La ville de Split (en italien, Spalato, en latin Spalatum), aujourd'hui en Croatie, s'est installée dans les ruines. Le palais a été voué à Jupiter. Dioclétien y fait venir d'Égypte un sphinx du XVe siècle av. J.-C. Maximien se retire en Lucanie sans pour autant se retirer de la vie politique[réf. nécessaire].
À l'hérédité, Dioclétien avait préféré le choix des meilleurs, donnant une preuve supplémentaire de son attachement aux principes de l'ancienne Rome. Ainsi sont écartés, quoique adultes et capables, le fils de Maximien, Maxence, et celui de Constance Chlore, Constantin. Deux officiers proches de Galère sont élevés au rang de Césars, Maximin Daïa, son neveu, et Sévère, un de ses amis proches.
Le système de la tétrarchie ne survit pas à ses concepteurs et sombre dans les guerres qui suivent les abdications. En 308, Dioclétien consent à sortir de son palais pour participer à la réunion de Carnuntum en Pannonie, avec ses anciens collègues Maximien Hercule et Galère. Il convainc Maximien d'abdiquer à nouveau pour remédier à la confusion, ce qui n'a guère d'effet. Il est aussi nommé consul pour l'année 308. Dioclétien meurt dans son palais en 311/312.